# Антигелий (атмосферное явление)
Антигелий или противосолнце — редкое атмосферное оптическое явление, при котором на небе появляется яркое белое пятно — «второе солнце», расположенное на той же высоте над горизонтом, что и настоящее, но противоположно последнему. Появление антигелия обусловлено преломлением и внутренним отражением света во взвеси мельчайших кристалликов льда в атмосфере. Иногда антигелием называют слабый ореол, окружающий тень от предмета, отброшенную на облако или слой тумана.